# Palau del Laterà
El palau del Laterà (en italià Palazzo del Laterano o Palazzo Lateranense) és un antic palau construït durant l'Imperi Romà que es va convertir més tard en residència papal. Tot i estar situat fora dels límits de la Ciutat del Vaticà, al costat de la basílica de Sant Joan del Laterà (que és la catedral de Roma), és una propietat extraterritorial de la Santa Seu. Actualment, acull el Museu Pontifici d'Antiguitats Cristianes.
És part d'un conjunt més ampli format també per la Basílica esmentada, el Baptisteri i les restes del Palau Papal medieval, amb l'Escala Santa i la capella papal del Sancta Sanctorum. Al costat del palau, vora l'Escala Santa, hi ha el Triclini Lleoní, i a la plaça del davant (Piazza di San Giovanni) hi ha l'Obelisc de Laterà, el més gran dels obeliscos de Roma. Tot aquest complex arquitectònic és conegut com el Laterà.

## Història

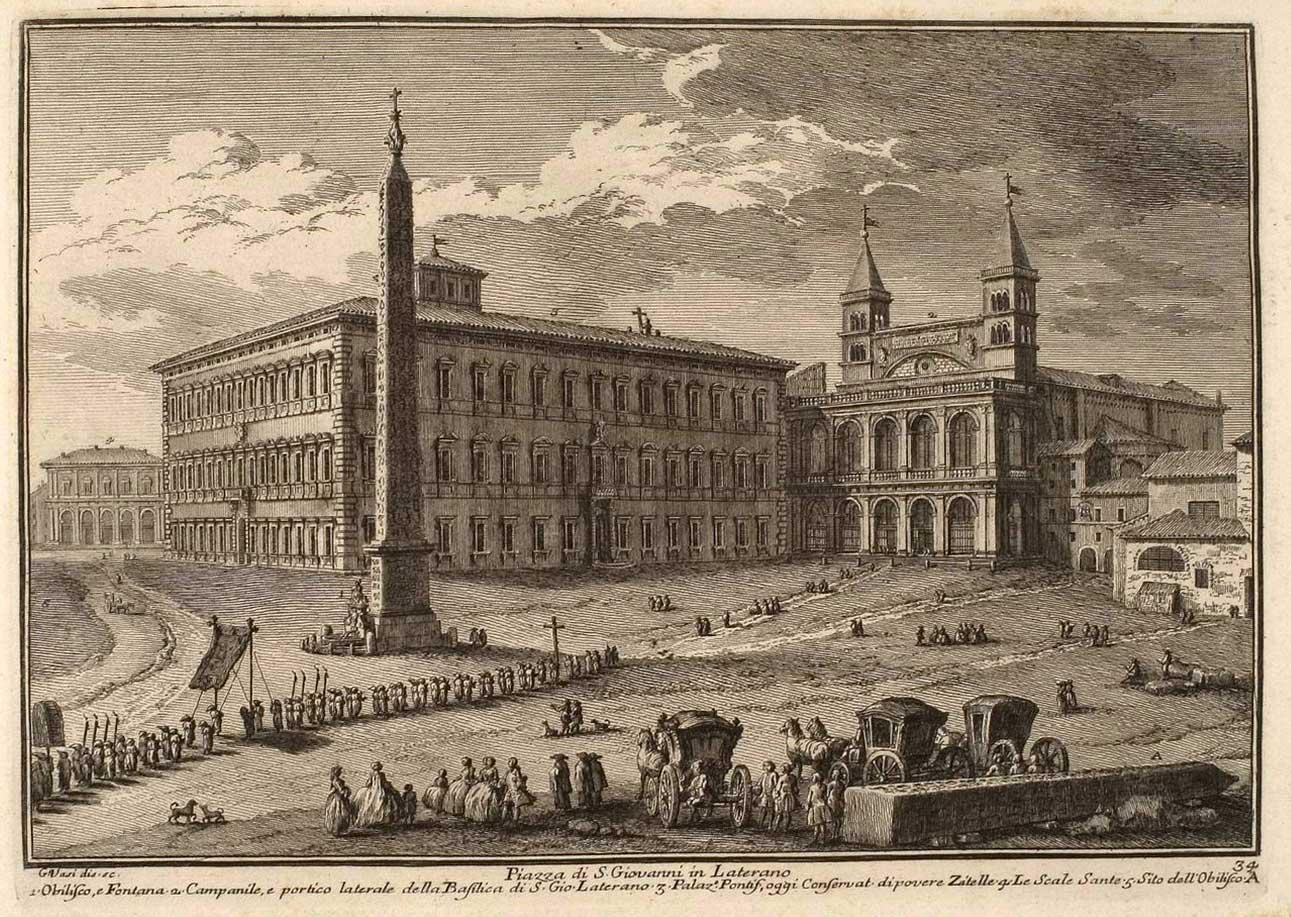
El palau del Laterà, amb l'obelisc de Tuthmosis III de Karnak, abans situat al Circ Màxim, i la basílica de Sant Joan, en un gravat del

Al començament del segle iv, Constantí I el Gran va cedir al papa el palau del Laterà, que es va convertir en la residència principal dels pontífexs durant gairebé mil anys. Al segle x, Sergi III el va fer restaurar després d'un desastrós incendi i posteriorment va ser profundament embellit per Innocenci III. Aquest va ser el període en què va gaudir de la seva màxima magnificència, per la qual cosa el Dant va dir que es trobava «una mica més enllà dels assoliments humans». En aquesta època, el centre de la plaça del davant, on se situa actualment l'Obelisc Lateranense, estava ocupat pel palau i la torre dels Annibaldeschi. Entre aquest palau i la Basílica es trobava l'estàtua eqüestre de Marc Aureli (que llavors es creia que representava Constantí), més endavant traslladada a la plaça del Capitoli, davant l'Ajuntament de la ciutat (actualment l'original es troba dins els Museus Capitolins). La façana principal es va construir al mateix temps que la Sala Conciliar o Aula Concilii, una habitació monumental proveïda d'onze absis a l'interior dels quals van tenir lloc un total de cinc concilis ecumènics entre 1123 i 1517. Darrere d'aquesta sala es troben les estances papals, amb diverses finestres que donen a l'exterior.
El palau va entrar en un període de decadència durant el trasllat de la seu papal a la ciutat francesa d'Avinyó. El 1307 i, després, el 1361 va ser danyat greument per dos grans incendis; es van enviar llavors grans sumes de diners des d'Avinyó per poder reparar els estralls, però l'edifici no va tornar a aconseguir mai més la seva antiga esplendor. Quan els papes van establir de nou la seu a Roma, es van estimar més instal·lar-se a la basílica de Santa Maria del Trastevere, després es traslladaren a Santa Maria Major i, finalment, a Sant Pere del Vaticà.

### El nou palau i el Triclini Lleoní

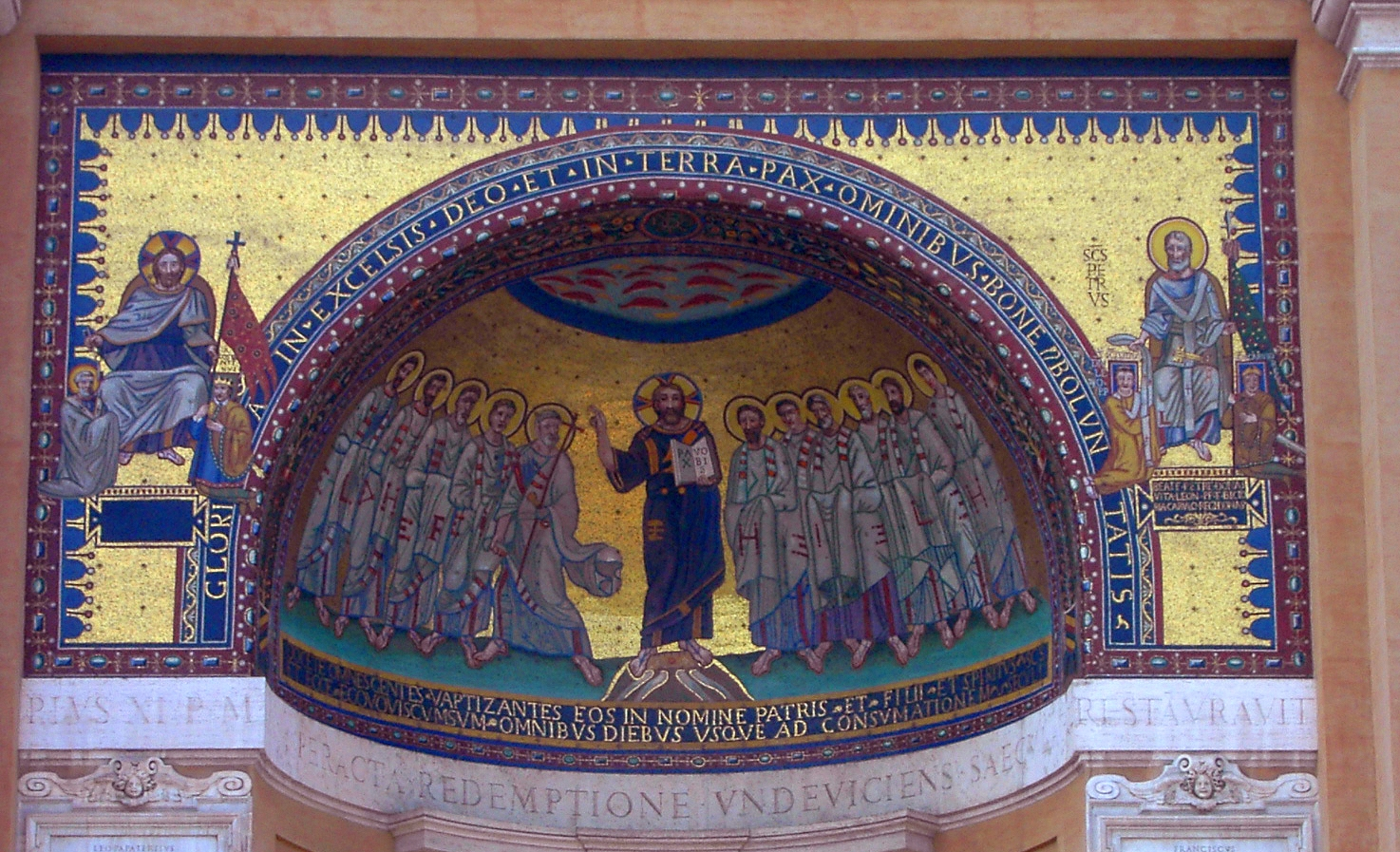
Mosaic del Triclini Lleoní

Posteriorment, Sixt V va fer destruir el que quedava de l'antic edifici i hi va fer aixecar el palau actual, molt més petit que el precedent, segons un projecte de Domenico Fontana inspirat en l'arquitectura del palau Farnese. Així, part dels mosaics que decoraven la sala dels banquets oficials, el monumental triclini del temps de Lleó III (el Triclinium Leoninum, o Triclini Lleoní), es recol·locaren a l'aire lliure com a decoraració d'un edifici exempt en forma de gran nínxol (els romans el coneixen com el Nicchione), proper a l'Escala Santa. A la part central d'aquest edifici, dins l'absis, Jesucrist dona la seva missió als dotze Apòstols, i a l'esquerra li dona les claus a sant Silvestre i el Làbarum a Constantí; a la part dreta es pot veure sant Pere donant l'estola a Lleó III i l'estendard a Carlemany.
A partir del 1586 el palau del Laterà, reconstruït, fou usat novament com a residència papal estival. Fins al segle xix els papes eren coronats a la basílica adjacent de Sant Joan.

### Els temps moderns

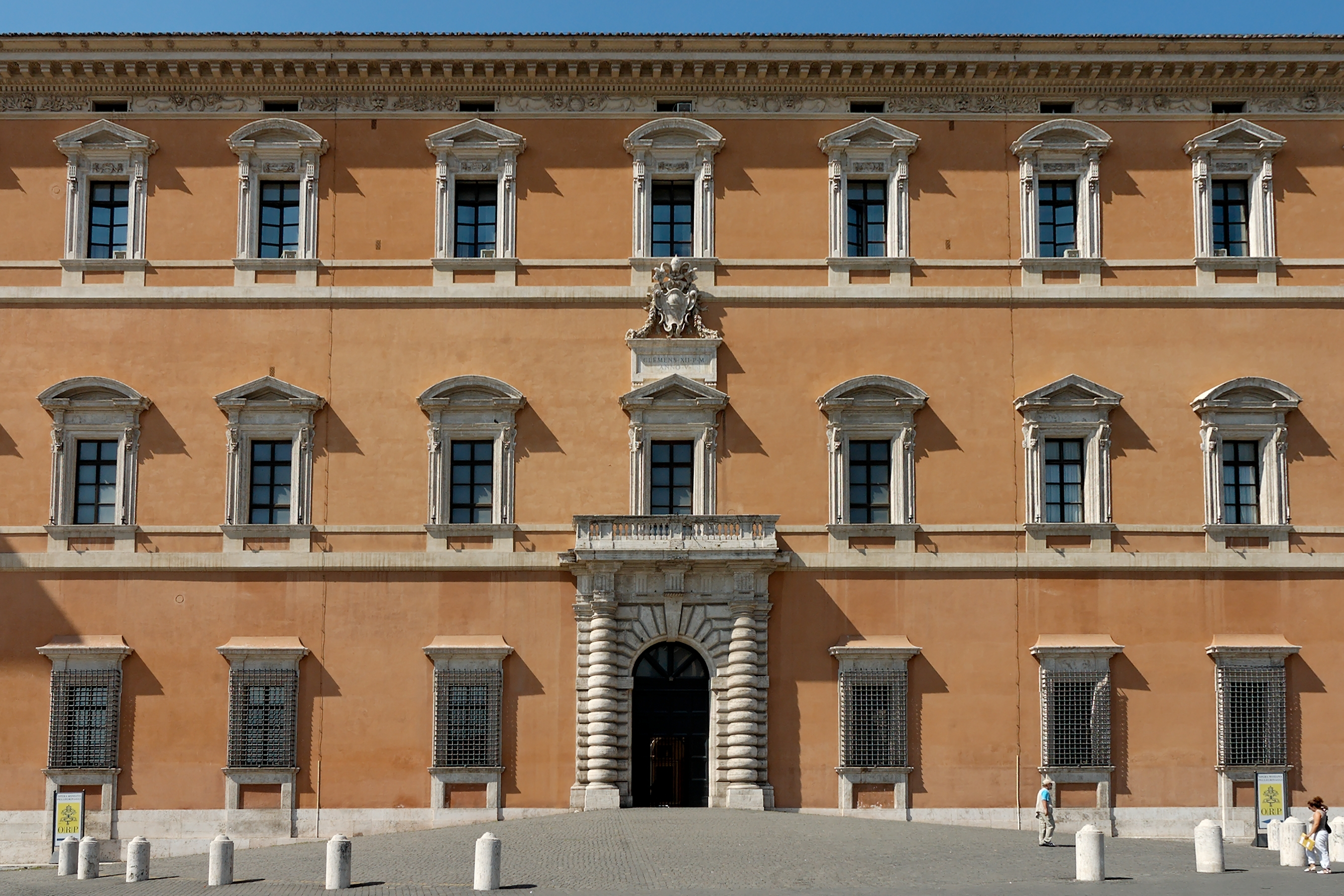
Façana occidental del palau

Modernament, el 1929, s'hi van signar els Pactes del Laterà entre la Santa Seu i el Regne d'Itàlia, representats respectivament pel cardenal Gasparri i per Mussolini, que entre d'altres asseguraven l'estatut d'extraterritorialitat per al Laterà i Castel Gandolfo com a possessions vaticanes.
El 28 de juliol de 1993 l'entrada lateral i part de la façana del palau resultaren greument danyades a causa d'un atemptat amb cotxe bomba, que fou considerat un advertiment al papa Joan Pau II que, poc abans a Sicília, havia parlat contra la Màfia. Des de llavors als voltants del palau del Laterà la circulació hi és limitada.